# Superfetación
La superfetación es la fecundación exitosa de un óvulo liberado durante la evolución del embarazo, resultando en la concepción de mellizos de distinta edad gestacional, normalmente de 2 a 4 semanas de diferencia. Se trata de algo muy poco común en humanos debido a un fallo en el control hormonal del embarazo. No debe confundirse con la superfecundación, en la que dos óvulos son fecundados durante el mismo ciclo menstrual, resultando en gemelos dicigóticos. Puede darse la posibilidad en los que el óvulo liberado es fecundado por un espermatozoide de un segundo hombre, dando gemelos de dos padres biológicos distintos.

## En animales
La superfetación es notablemente más común entre determinadas especies animales que entre humanos. Entre los animales que más frecuentemente desarrollan este fenómeno cabe destacar los siguientes: roedores (ratones y ratas), animales de granja (caballos y ovejas), marsupiales y primates (monos y humanos). La superfetación también ha sido claramente demostrada en pecílidos.

## En humanos
La superfetación es extremadamente poco frecuente en humanos. El primer informe de superfetación humana fue publicado por Oskar Föderl en 1932. Durante el siglo XX, sólo se han descrito 10 casos más. 
La mayoría de los casos se han asociado a tratamientos hormonales, estimulación ovulatoria, síndrome de hiperestimulación o fertilización asistida.
En 2007, Ame y Lia Herrity, fueron concebidos con 3 semanas de diferencia por sus padres Amelia Spence y George Herrity en el Reino Unido. En mayo de 2007, Harriet y Thomas Mullineux, también fueron concebidos con tres semanas de diferencia por Charlotte y Matt Mullineux, en Benfleet, Essex (Reino Unido).

### Bulos
Flavia d'Angelo, una mujer italiana, afirmó haberse quedado embarazada de trillizos durante un embarazo previo. Esto causó interés global por parte de los medios en 2001. Sin embargo se descubrió que era falso.

## Religión
La superfetación es citado en el Talmud, en la Niddah, como un fenómeno que se debe evitar. El texto dice que una mujer puede usar un método anticonceptivo durante el embarazo con el fin de evitar la compresión y destrucción del feto por un posible segundo embrión.